# Pedicularis veronicifolia
Pedicularis veronicifolia är en snyltrotsväxtart som beskrevs av Adrien René Franchet. Pedicularis veronicifolia ingår i släktet spiror, och familjen snyltrotsväxter. Inga underarter finns listade i Catalogue of Life.